# Богословија Светог Јована Златоустог
Богословија „Светог Јована Златоустог” је средња богословска школа која се налази у Крагујевцу. 

## Развој
Богословија Светог Јована Златоустог основана је иницијативом епископа шумадијског др Саве Вуковића, који је шумадијском епархијом управљао од 1977. до 2001. године. На предлог епископа Саве, Свети архијерејски сабор Српске православне Цркве одлучује да од школске 1997. године почне са радом у Шумадијској епархији Одељење Богословије Светог Саве у Београду.
Због ауторитета оснивача и добрих резултата која су остварена током четворогодишњег постојања као Одељења богословије Светог Саве, архијерески сабор СПЦ је на вандредном новембарском заседању 2000. године одлучио да школа прерасте у самосталну Богословију Светог Јована Златоустог у Крагујевцу. Свечано проглашење обављено је на празник Светог Јована Златоустог, 26. новембра 2000. године у Крагујевцу.
Свету Литургију у крагујевачкој Саборној цркви Успења Пресвете Богородице служио је епископ шумадијски др Сава, а саслуживали су епископ бихаћко – петровачки Хризостом, епископ пожаревачко – браничевски др Игнатије, изасланик Сабора и патријарха Српске Цркве, сви професори свештенослужитељи и ректори осталих богословија. За вршилаца дужности ректора Богословије постављен је био протођакон др Драган Протић.
Због ратова у СФРЈ, разних економских и политичких изолација и интервенција НАТО пакта, Шумадијска епархија је тада настојала да организује ефикасну харитативну делатност, старајући се о великом броју унесрећених. Један вид те бриге било је обезбеђивања смештаја за децу која су у Босни и Хрватској остала без родитеља. Након рата, припреман интернат за њих који се налазио поред цркве Светог Саве у Крагујевцу, био је претворен у одговарајућу зграду за смештај богослова у коју су се ученици уселили 2001/2002. године. Започети објекат, који је грађен према пројекту угледног крагујевачког архитекте Верољуба Трифуновића, одговарао је савременом схватању црквеног образовања. У периоду од 1997. до 2000. док је богословија постојала као истурено Одељење Богословије Светог Саве, била је смештена у Грошници код Крагујевца.
До 2015. године школовање у крагујевачкој Богословији окончало је четрнаест ученичких генерација. Школски храм, посвећен Светом Јовану Златоустом, осликан је прилозима верника. Живопис, као и мозаичке фреске на спољним фасадама школске зграде, рад су иконописачке радионице Свети краљ Милутин из Крагујевца.